# Leucophyllum langmaniae
Leucophyllum langmaniae là một loài thực vật có hoa trong họ Huyền sâm. Loài này được Flyr mô tả khoa học đầu tiên năm 1985.